# Бронепалубные крейсера типа «Д’Эстре»
Бронепалубные крейсера типа «Д’Эстре» — серия крейсеров III класса французского флота, построенная в 1890-х гг. Существенно отличались по архитектуре от крейсеров типа «Линуа». Всего было построено 2 единицы: «Д’Эстре» (фр. D'Estrées), «Инферне» (фр. Infernet). Предназначались для службы в колониях. Стали последними французскими крейсерами III класса.

## Конструкция

### Корпус
Крейсера типа «Д’Эстре» имели нетипичный для французских военных кораблей того времени корпус, — без длинного, плугообразного тарана, и значительного завала борта. Двойное дно и противоторпедная переборка отсутствовали. Дно обшивалось тиком и медью. Прямые невысокие трубы были далеко разнесены, на кораблях устанавливалось три мачты, но впоследствии грот-мачту убрали.

### Силовая установка
Крейсера проекта имел восемь котлов системы Нормана. Запас угля составлял 470 тонн.

### Бронирование
Основой бронирования крейсеров типа «Д’Эстре» была карапасная броневая палуба, простиравшаяся на всю длину корпуса. Толщина её колебалась от 37 — 45 мм в центральной части кораблей, до 20 мм в оконечностях. Поверх неё традиционно располагались коффердамы. Кроме того имелась и небольшая боевая рубка, прикрытая 100 мм бронёй.

### Вооружение
Главный калибр крейсеров был представлен двумя 138,6-мм орудиями образца 1893 года. Это была вполне современная скорострельная пушка с длиной ствола 45 калибров. Орудие весило 4465 кг и стреляло снарядами весом 30 кг, с начальной скоростью 770 м/с. С принятием на вооружение более тяжёлых снарядов весом 35 кг, начальная скорость уменьшилась до 730 м/с. От более ранней модели 1891 года орудие отличалось утяжелённым стволом и раздельным заряжанием. Последнее было введено в связи с жалобами комендоров на чрезмерный вес унитарного патрона. Скорострельность достигала 5 выстрелов в минуту. Эти орудия располагались в оконечностях, на полубаке и полуюте.
Второй калибр был представлен 100-мм орудиями образца 1891 года с длиной ствола 45 калибров. При массе снаряда 14 кг, начальная скорость составляла 740 м/с. Впоследствии появились утяжелённые снаряды, а начальная скорость их упала до 710 м/с. Скорострельность орудия достигала 9 выстрелов в минуту. Четыре таких орудия располагались в спонсонах по бортам.

## Служба
- «Д’Эстре» — заложен в марте 1897 года на верфи ВМФ в Рошфоре, спущен 27 октября 1897 года, в строю с 1899 года. К началу Первой мировой войны служил учебным кораблём для кадетов. Списан в 1922 году, сдан на слом в 1924 году.
- «Инферне» — заложен в декабре 1896 году на частной верфи Societe et Chantiers de la Gironde в Бордо, спущен 7 сентября 1899 года, в строю с 1900 года. Погиб в результате кораблекрушения 22 ноября 1910 года.[2]

## Оценка проекта
Вдохновитель идеи малых бронепалубных крейсеров Гиацинт Об считал их идеальными разведчиками и истребителями вражеской торговли. Корабли типа «Инферне» были неплохо приспособлены для решения данных задач — удачно расположенное и достаточно мощное для их размеров вооружение (бортовой залп − 100 кг), неплохая мореходность (могли поддерживать полный 20-узл. ход на сильном волнении), приличный запас угля (20'/. водоизмещения). Однако ко времени их вступления в строй максимальная скорость 20-20,5 узлов по меркам 1900-х годов уже была недостаточной.
Вероятно единственной возможностью использовать эти крейсера с пользой в серьёзной войне — применение их в качестве минных заградителей, так как почти все эти крейсера имела возможность нести до 150 морских мин.